# ماري ميريام
ماري ميريام (بالإنجليزية: Mary Meriam)‏ (1955 في الولايات المتحدة)؛ كاتِبة وشاعرة أمريكية.